# Portbail
Portbail foi uma comuna francesa na região administrativa da Normandia, no departamento Mancha. Estendia-se por uma área de 19,46 km². Em 2010 a comuna tinha 2 635 habitantes (densidade: 135,4 hab./km²).
Em 1 de janeiro de 2019, passou a formar parte da nova comuna de Port-Bail-sur-Mer.